# Shell higher olefin process
Lo Shell higher olefin process (processo Shell per le olefine più pesanti) è un processo chimico per la produzione di α-olefine lineari mediante oligomerizzazione dell'etilene e metatesi delle olefine inventato e sviluppato dalla società Royal Dutch Shell. Le olefine prodotte sono convertite ad aldeidi grasse e, quindi, ad alcoli grassi, che sono precursori di plastificanti e detergenti.

## Descrizione del processo
L'etilene reagisce attraverso l'intervento del catalizzatore per produrre catene più lunghe.
A differenza del processo Ziegler-Natta, che è finalizzato alla produzione di catene polimeriche molto lunghe, in questo processo la crescita dell'oligomero si arresta dopo l'aggiunta di 1-10 unità ripetute di etilene.
La frazione contenente olefine da C12 a C18 ha valore commerciale ed è separata.
Le restanti olefine a peso molecolare maggiore e inferiore di tale frazione subiscono reazioni di isomerizzazione in fase liquida, utilizzando catalizzatori ad allumina alcalina, che portano alla formazione di doppi legami interni.
Le olefine interne reagiscono con un eccesso di etilene utilizzando come catalizzatore ossido di renio (VII) supportato su allumina in una reazione di etenolisi, che porta alla rottura del legame doppio interno per formare una miscela di α-olefine del peso molecolare desiderato, aventi lunghezze della catena di atomi di carbonio dispari e pari.
Le olefine da C12 a C18 sono in seguito sottoposte a idroformilazione (processo oxo) per ottenere le rispettive aldeidi. Le aldeidi sono idrogenate per ottenere alcoli grassi, che sono utilizzati nella produzione di detergenti.
Il processo fu commercializzato nel 1977 dalla Royal Dutch Shell con una capacità iniziale di circa 100.000 tonnellate all'anno, mentre nel 1993 la capacità produttiva annua globale aveva già superato il milione di tonnellate.

## Ciclo catalitico
Il primo stadio di questo processo è l'oligomerizzazione dell'etilene per dare una miscela di α-olefine a numero pari di atomi di carbonio; questa reazione è condotta a temperatura di 80-120 °C e a pressione di 70-140 bar (7-14 MPa) ed è catalizzata da un complesso nichel-fosfina.
Questi catalizzatori sono tipicamente preparati da acidi diarilfosfinoacetici, quali il (C6H5)2PCH2CO2H.
Il processo e il suo meccanismo furono studiati in maniera intensiva dal gruppo del professore Wilhelm Keim del RWTH Aachen, che è considerato una delle figure chiave dello sviluppo di questo processo.

## Vie alternative
In un'altra applicazione di Shell per la produzione di olefine, il ciclododecatriene è parzialmente idrogenato a ciclododecene e quindi sottoposto alla reazione di etenolisi per ottenere un diene lineare terminale a catena aperta. Il processo è tuttora utilizzato nella raffineria di Stanlow della Shell.